# Massimo Maccarone
Pour les articles homonymes, voir Maccarone.
Massimo Maccarone est un footballeur international italien né le 6 septembre 1979 à Galliate en Italie. Il évolue au poste d'attaquant.
Ce joueur fit sensation en mars 2002 quand, évoluant en Serie B (deuxième division italienne), il fut sélectionné en équipe nationale. Ceci n'était en effet plus arrivé depuis 20 ans.

## Palmarès
- Vainqueur de la League Cup en 2004 avec Middlesbrough
- Finaliste de la Coupe UEFA en 2006 avec Middlesbrough

## Sélections
- 2 sélections et 0 but en équipe d'Italie lors de l'année 2002
- 15 sélections et 11 buts en équipe d'Italie espoirs entre 2000 et 2002